# 미요시 나가요시
미요시 나가요시(일본어: 三好 長慶, 1522년 3월 10일 ~ 1564년 8월 10일)는 기나이와 시코쿠를 지배한 센고쿠 시대의 무장, 다이묘이다. 미요시 모토나가의 적장자로 미요시 요시카타, 아타기 후유야스, 소고 가즈마사, 노구치 후유나가의 형이다. 통칭은 마고지로, 관위는 지쿠젠노카미(종4위하)를 지내다가 슈리노다이부(종4위하)로 임관되었다. 사료에는 산치쿠(三筑)라는 약칭이 많이 남아있다.

## 생애

### 호소카와 가신
다이에이 2년(1523년) 음력 2월 13일, 지금의 도쿠시마현 미요시시에서 태어났다. 아버지 모토나가는 호소카와 하루모토의 유력 중신으로 아와와 야마시로에 세력을 떨치고 있었지만, 덴분 원년(1532년)에 모토나가를 두려워한 하루모토는 일향종의 힘을 빌어 모토나가를 살해한다. 이때 미요시 나가요시는 가와치슈고다이인 기자와 나가마사의 도움으로 살아남아 호소카와 하루모토를 섬기게 된다.
덴분 8년(1539년) 아버지의 영지를 상속받지 못한 불만으로 2천 5백의 병력을 이끌고 상경하여, 무력으로 옛 아버지의 영지를 돌려 받는다. 이때 쇼군 아시카가 요시하루는 나가요시를 두려워해 오미로 도주하고, 호소카와 하루모토는 롯카쿠 사다요리에게 나가요시와의 화친에 힘쓰드록 부탁한다. 이렇게 해서 나가요시는 셋쓰슈고다이, 고시미즈 성 성주로 되었다. 그 후, 나가요시는 호소카와씨의 중신으로 충실히 근무하고, 기자와 나가마사와 유사 나가노리 등의 적대세력을 차례차례 격파한다. 이리하여 나가요시는 호소카와씨의 최고 실권자로 부상하게 된다.
덴분 17년(1548년) 호소카와 하루모토와 적대하고 있던 호소카와 우지쓰나측으로 배신한 다음해 덴분 18년(1549년) 하루모토와 쇼군 아시카가 요시테루를 오미로 추방하고, 적대하던 친척 미요시 마사나가를 토벌한다. 이로써 호소카와 정권은 무너지고, 미요시 정권이 탄생하게 되었다.

### 미요시 정권의 흥망
나가요시 정권은 무로마치 막부의 수장인 아시카가 장군가를 멸문시키지 않고, 괴뢰화 시키는 선에서 실권을 장악한다. 덴분 21년(1552년) 1월, 롯카쿠씨의 중개로 적대했던 호소카와 하루모토, 아시카가 요시테루와 유리한 조건으로 화친한다. 하지만, 덴분22년(1553년) 다시 그들과 다툼이 벌어져 에이로쿠 원년(1558년) 교토 레잔 전투에서 아시카가=호소카와 군을 격파하고 요시테루와 화친한다. 이로써 나가요시는 막부의 주도권과 실권을 장악하게 되었다. 더욱이 사카이의 경제력을 쥐게되었다. 그리고, 군은 유능한 동생들에게 맡겨 가와치와 야마토, 단바를 전전하고 기나이 일대에 패권을 떨친다.
그러나, 미요시 정권은 나가요시가 구심점이었기 때문에, 에이로쿠 4년(1561년)부터 에이로쿠 6년(1563년)까지 동생 소고 가즈마사, 미요시 요시카타 그리고, 적자 미요시 요시오키가 차례차례 사망함에 따라 나가요시는 심적으로 위축되고 몸에 이상이 생겨 나가요시의 세력은 크게 쇠퇴하게 되다. 만년에는 실권이 중신 마쓰나가 히사히데에게 넘어가 히사히데가 좌지우지한다.

### 말년
에이로쿠 7년(1564년) 5월, 마쓰나가 히사히데의 참언을 받고 동생 아타기 후유야스를 주살한 직후, 지병이 악화되어 동년 7월 4일 가와치 이모리성하 저택에서 병사한다. 향년 42세. 적자 요시오키가 전년에 먼저 죽었기 때문에 동생 소고 가즈마사의 아들 미요시 요시쓰구를 양자로 받아들여 대를 잇는다.(일설에는 동생 후유야스를 죽인 충격으로 6월 가독을 요시쓰구에 양도하고 은거했다고 전해진다.)
동생 후유야스 주살설의 지지자는 진범이 마쓰나가 히사히데와 미요시 산닌슈 중 누군가의 소행으로 보고 있다. 혹은 후세의 창작이라는 설이 있다.

## 인물
- 나가요시는 오다 노부나가와 똑같이 사카이의 경제력에 눈을 돌렸고, 조정과의 관계를 중시해서 해마다 연가회를 개최하는 등, 교양이 풍부한 사람이었다. 그러나 노부나가와 달리 막부를 존속시킨 채, 그 뒤에서 실권을 장악했기 때문에 이 점에서 노부나가와 다르다 하겠다.
- 나가요시는 돌아가신 아버지 미요시 모토나가의 명복을 빌기위해 고지 3년(1557년)에 나가요시가 존경하는 승려 다이린소토의 힘을 빌어 류고잔 난슈지를 창건한다. 다도인 다케노 조오, 센노 리큐가 수행을 했고, 다쿠안 소호가 주지로 역임한 이름난 사찰이다. 나가요시는 [백만 대군은 무섭지 않으나, 다이린소토의 일갈(꾸짖음)만큼 무서운게 없다]라고 항상 말할 정도로 다이린소토를 존경했다고 한다. 한 예로 나가요시는 난슈지를 지나갈 때면 반드시 말에서 내려 걸어갔다고 한다.
- 이름은 관습적으로 [조게이]라고 읽히는 경우가 많지만, [나가요시]라 읽어야 한다.
- 나가요시의 상은 비밀로 부쳐, 3년 뒤에 장례를 치렀다.
- 나가요시가 살아 있을 때 마쓰나가 히사히데에 의한 아시카가 요시테루의 암살 계획이 있었지만, 나가요시는 그 계획에 마지막까지 반대했다고 한다.
- 와카와 다도 모임을 자주 열어 기나이의 문화인과 잘 어울리는 등 문화인으로도 뛰어나다 하겠다. 동생 요시타카도 문화인으로 잘 알려져 있다.
- 유능한 동생들을 각 분국에 분산 배치하여 각지방의 토착영주들을 규합했다. 최전성기에는 야마시로부터 이세까지 9개 국을 지배하에 두고 센고쿠 다이묘로 이름을 떨쳤다.

## 같이 보기
- 미요시 정권
- 미요시 히데유키